# 小鳞胸鹪鹛
小鳞胸鹪鹛（学名：Pnoepyga pusilla）为鶲科鳞胸鹪鹛属的鸟类，俗名小鹪鹛、鱗胸鷦鷯。分布于从尼泊尔以至中南半岛、南抵印度尼西亚、中国大陆的云南、四川、广西、东抵福建、北达陕西等地，一般生活于山林以及高山稠密灌木丛或竹林的树根间。该物种的模式产地在尼泊尔。